# Hồ Vĩnh Khoa
Hồ Vĩnh Khoa (sinh ngày 25 tháng 10 năm 1988) là một diễn viên khiêu dâm đồng tính nam và là một cựu diễn viên, người mẫu, ca sĩ người Việt Nam. Anh bắt đầu nổi tiếng sau vai Khôi trong bộ phim Hot boy nổi loạn và câu chuyện về thằng Cười, cô gái điếm và con vịt của Vũ Ngọc Đãng và đoạt giải Diễn viên nam phụ xuất sắc tại Liên hoan phim Việt Nam lần thứ 17. Sau đó, anh cũng tham gia đóng chính trong bộ phim Con ma nhà họ Vương, tuy nhiên, bộ phim đã bị đánh giá thất bại do chưa đủ yếu tố kinh dị. Năm 2016, anh đã vấp phải phản ứng trái chiều khi đăng tải những hình ảnh lõa thể trên trang cá nhân. Sang năm 2017, anh đã công khai mình là người đồng tính nam và kết hôn với Rhonee Rojes tại Hawaii. Hiện nay, anh đang sinh sống tại Hoa Kỳ cùng chồng.

## Xuất thân và sự nghiệp
Hồ Vĩnh Khoa sinh ngày 25 tháng 10 năm 1988 tại Thành phố Hồ Chí Minh. Anh từng tham gia và lọt vào vòng chung kết Hot VTeen năm 2006, mặc dù không đoạt giải cao nhưng nhờ gương mặt ăn ảnh anh đã trở nên nổi tiếng sau những hợp đồng quảng cáo sản phẩm giới trẻ. Vào giữa năm 2010, Hồ Vĩnh Khoa đã bắt đầu theo đuổi sự nghiệp âm nhạc của mình và gác lại việc học tại Trường Đại học Sân khấu – Điện ảnh Thành phố Hồ Chí Minh sau khi anh được biết đến với vai trò là một người mẫu. Đồng thời, cũng trong khoảng thời gian này anh đã bắt đầu ghi hình và đảm nhận vai chính là Khoa trong bộ phim về người đồng tính Hot boy nổi loạn và câu chuyện về thằng Cười, cô gái điếm và con vịt được ra mắt năm 2011. Bộ phim đã gây ấn tượng mạnh vào lúc bấy giờ, vai diễn của anh cũng được giới báo chí Việt Nam đánh giá là tròn trịa. Bộ phim cũng đã mang về cho Hồ Vĩnh Khoa giải Diễn viên nam phụ xuất sắc nhất cho hạng mục Phim truyện nhựa tại Liên hoan phim Việt Nam lần thứ 17 được tổ chức ở Phú Yên. Cũng trong năm, anh đã cho ra mắt video âm nhạc Bí mật muốn quên cùng với bạn diễn là Ninh Dương Lan Ngọc. Vào năm 2013, anh đã tham gia cuộc thi Bước nhảy hoàn vũ.
Năm 2015, Hồ Vĩnh Khoa đã được thông tin xác nhận sẽ tham gia vai diễn thứ hai trong bộ phim Con ma nhà họ Vương cũng do Vũ Ngọc Đãng làm đạo diễn, thuộc dòng thể loại kinh dị nhưng cũng mang yếu tố đồng tính. Tuy nhiên, bộ phim đã không thành công và bị đánh giá chưa đủ kinh dị. Đồng thời, anh đã cho ra mắt ca khúc đầu tiên do mình sáng tác có tên Dance with me. Đến khoảng đầu năm 2016, trên trang cá nhân của Khoa đã đăng tải về hình ảnh bộ phận sinh dục nhưng không có mặt. Ngay sau đó, hình ảnh này đã bị xóa nhưng vẫn bị người hâm mộ và các kênh truyền thông lan truyền. Bấy giờ, anh đã khẳng định bản thân mình bị hại do tài khoản cá nhân bị hack. Tuy nhiên, ở những tháng sau đó, cộng đồng mạng vẫn dễ dàng bắt gặp những hình ảnh selfie lõa thể trên Instagram của nam diễn viên. Sau khi định cư tại Hoa Kỳ, anh và chồng thường xuyên đăng tải những đoạn video khiêu dâm đồng tính trên Twitter và OnlyFans.

## Đời tư
Vào ngày 1 tháng 10 năm 2017 (theo giờ địa phương), Hồ Vĩnh Khoa đã chia sẻ việc anh kết hôn cùng người mẫu Thái Lan có quốc tịch Hoa Kỳ, Rhonee Rojas tại Hawaii. Đây là lần đầu tiên mà nam diễn viên công khai chuyện tình đồng tính của mình với người hâm mộ. Cả hai đều có sở thích chung là chụp hình lõa thể và đi du lịch. Đam mê đi du lịch của anh thậm chí còn được VnExpress gọi là "Nam thần giới phượt thủ". Sau khi kết hôn, anh đã rời khỏi giới giải trí Việt Nam và sinh sống cùng chồng tại Hoa Kỳ. Nam diễn viên cũng đã chia sẻ, "Tôi chấp nhận cuộc sống không có sự nổi tiếng để đổi lấy bình yên bên Rhonee".

## Giải thưởng
- Nam diễn viên phụ xuất sắc nhất tại liên hoan phim Việt Nam lần thứ 17.